# مذبحة سميل
مذبحة سميل  ((ب[ܦܪܡܬܐ ܕܣܡܠܐ] خطأ: {{اللغة-؟؟}}: نص الرومنة ليس بالخط اللاتيني (الموضع 1: پ) (مساعدة))) هي مذبحة قامت بها الحكومة العراقية بحق أبناء الأقلية الآشورية في شمال العراق في عمليات تصفية منظمة بعهد فيصل الأول وحكومة رشيد عالي الكيلاني ازدادت حدتها بين 8-11 آب 1933. ويستخدم المصطلح (المذبحة) لوصف ما حدث من مجازر وإبادة عرقية في بلدة سميل بالإضافة إلى حوالي 63 قرية آشورية في لواء الموصل آنذاك (محافظتي دهوك ونينوى حاليا)، والتي أدت إلى موت حوالي 600 شخص بحسب مصادر بريطانية، وأكثر من 3,000 آشوري بحسب مصادر أخرى.
كان الشعب الآشوري قد خرج لتوه من إحدى أسوأ مراحل تاريخه عندما أبيد أكثر من نصفه خلال المجازر التي اقترفت بحقهم من قبل الدولة العثمانية وبعض العشائر الكردية التي تحالفت معها أبان الحرب العالمية الأولى.
كان لهذا الحدث تأثير كبير على الدولة العراقية الناشئة، حيث صورت هذه المجازر على أنها أول انتصار عسكري للجيش العراقي بعد فشله في إخضاع التمرد الشيعي في الجنوب وإخماد ثورة البرزنجي في الشمال، مما أدى إلى تنامي الروح الوطنية وزيادة الدعم للجيش العراقي. تمت صياغة عبارة "Genocide" أي (إبادة الشعب) أو (إبادة عرقية) لوصف عمليات الإبادة المنظمة التي تهدف لإبادة شعب ما من قبل رافايل لمكين بعد دراسته لهذه المجازر في إحدى أطروحاته.

## خلفية
إن غالبية الآشوريين المتأثرين بالمذابح كانوا من أتباع كنيسة المشرق الآشورية (حيث عرفوا أحيانا بالنساطرة)، والذين سكنوا أصلاً في منطقتي حكاري وبرواري الجبلية التي تغطي أجزاء من محافظتي هكاري وشرناق ووان في تركيا، وودهوك في العراق، وتراوحت اعدادهم ما بين 75,000 إلى 150,000.
تم قتل معظم هؤلاء الآشوريين خلال مذابح سيفو خلال الحرب العالمية الأولى على يد العثمانيين والأكراد. بينما كان على الباقين القيام بمسيرتين شتائيتين إلى أورميا في عام 1915 وهمدان في عام 1918. وتم نقل العديد منهم بعدئذ إلى معسكرات للاجئين في مدينة بعقوبة، ولاحقا إلى الحبانية، وقد قام الجيش البريطاني بتجنيد الذكور من الآشوريين في اللواء الذي عرف باللواء الآشوري أو الليفي على أساس تدريبهم من أجل تكوين لواء عسكري قادر على حمايتهم لدى عودتهم إلى قراهم. وبالفعل عاد معظم آشوريي حكاري إلى قراهم غير أن قيام ثورة العشرين دعت البريطانيين إلى استعمال هذا اللواء من أجل إخضاع التمرد، فأصبح من تبقى منهم بدون أي قوة دفاعية فعادوا ونزحوا إلى العراق مجددا لدى عودة الجيش التركي للمنطقة بقيادة مصطفى كمال أتاتورك سنة 1920.
أعيد توطين معظم آشوريو حكاري بعد عام 1925 في مجموعة من القرى في شمال العراق. ولقد كانت ملكية بعض تلك القرى تعود إلى الحكومة العراقية، بينما أمتلك الإقطاعيون والأغوات الأكراد قرى أخرى، وبحسب العقود الموقعة كان لهم الحق في طردهم منها في أي وقت.
لم يكن للآشوريين علاقات ودية مع جيرانهم. حيث يعود ذلك إلى عداءهم التاريخي مع الأكراد، والذي بلغت ذروته في عام 1915، إلى عدة قرون مضت، وتعود الكراهية بين الآشوريين والعرب بحسب مؤرخين بريطانيين، إلى أوائل العشرينات من القرن الماضي. وزاد ذلك تفضيل الضباط البريطانيين الجنود الآشوريين على العرب. مما أدى هذا (إلى جانب استخدام البريطانيين للواء الآشوري عند فشل الجيش العراقي الحديث في قمع الثورات الكردية) إلى تكون شعور بالدونية بين بعض الضباط العراقيين نحو البريطانيين والآشوريين.
تسبب إنهاء الانتداب البريطاني على العراق في استياء كبير بين الآشوريين الذي شعروا بالخيانة من قبل البريطانيين. فبالنسبة لهم، كان يجب على أي معاهدة مع العراقيين أن تأخذ في الاعتبار رغبتهم في حكم شبه ذاتي مشابه لنظام الملل في عهد الدولة العثمانية.
ومن جهة أخرى رأى العراقيون، أن مطالب الآشوريين، إلى جانب الاضطرابات الكردية في الشمال، ما هي إلا مؤامرة بريطانية لتقسيم العراق عن طريق تهييج أقلياته. بالمقابل لم يكن للآشوريين ثقة بقدرة الحكومة العراقية على حفظ الأمن، واعتقدوا أن غياب بريطانيا سيمنح الفرصة لجيرانهم الأكراد لتنفيذ مذابح كما حدث خلال الحرب العالمية الأولى.

### المسألة الآشورية واستقلال العراق
خلال فترة استقلال العراق، قرر بطريرك كنيسة المشرق مار شمعون الثالث والعشرون المُطالبة بحكم ذاتي للآشوريين في شمال العراق وسعى لحشد الدعم البريطاني من أجل ذلك، كما عرض البطريرك هذه القضية على عصبة الأمم عام 1932.
ولقد استلمت عصبة الأمم في الفترة بين 1931 و1932 خمس وثائق من الآشوريين في العراق حددوا فيها مطالبهم قبيل إنهاء الانتداب البريطاني في العراق. وجاءت الوثيقتين في 20 و-23 تشرين الأول 1931 من مجموعة من القادة من ضمنهم مار شمعون، حيث طالبوا فيها بنقل اللاجئين إلى دولة تحت سيطرة قوة أوروبية، وفضلوا بذلك سوريا التي كانت لا تزال تحت الانتداب الفرنسي. ولم تعترض بريطانيا أو العراق على هذا الطلب غير أنه لم يتطوع أي طرف لتحقيق هذه المطالب.
وجاء الطلب الثالث في 16 حزيران 1932 حيث التقى البطريرك مع قادة الآشوريين في العمادية ورفع المجتمعون وثيقة إلى الحكومة العراقية وعصبة الأمم تدعو إلى الاعتراف بالآشوريين كملة وطائفة ضمن ملل وطوائف العراق وتطالب بإعادة ترسيم الحدود مع تركيا بحيث تضم منطقة حكاري بالإضافة إلى العمادية وبعض أطراف اقضية زاخو ودهوك والعمادية. كما حثت الوثيقة على إنشاء منطقة حكم ذاتي لهم أما في مناطق حكاري الواقعة تحت السيادة التركية حينئذ أو في المناطق الجنوبية المتاخمة لها في زاخو والعمادية ودهوك. كما طالبت هذه العريضة بالاعتراف بمار شمعون زعيما روحيا ودنيويا عليهم، وإعطاءه صلاحية لتعيين عضو يمثلهم في البرلمان العراقي. غير أن الحكومة العراقية سرعان ما رفضت هذه المطالب خشية تلقي دعوات مماثلة من قبل مجموعات عرقية ودينية أخرى كالأكراد والعرب الشيعة. وتحجج نوري السعيد بأن الآشوريين (بعض حصرهم بأتباع كنيسة المشرق الآشورية) لا يشكلون سوى ربع مسيحيي لواء الموصل ولذا لا يحق لهم المطالبة بمقعد في البرلمان. كما رفضت تركيا إعادة ترسيم الحدود أو السماح للاجئين بالعودة إلى قراهم.
بينما جاء الطلب الرابع في 21 أيلول 1932 وقد وقع عليه 58 من الأعيان ممثلين 2395 عائلة، وبحسب المصادر البريطانية فقد صدرت هذه الوثيقة من مطران بروار والعمادية. ولقد اعترضت هذه الوثيقة على الوثيقة الثالثة بحجة أن مار شمعون لا يمثل جميع الآشوريين وذكرت أن الآشوريين باختلاف مذاهبهم ممتنون للحكومة العراقية. وفي اليوم التالي أصدر مار شمعون وثيقة يؤكد فيها على حقوق الآشوريين في المطالبة بعودة حكاري إلى العراق أو توطين الآشوريين في المناطق المحاذية لها. كما ذكر الحكومة أن الآشوريين صوتوا بضم لواء الموصل إلى العراق في استفتاء 1925.

### استقالة أتباع مار شمعون
قرر أتباع مار شمعون تقديم استقالتهم الجماعية من اللواء الآشوري (الذي كان تحت السيطرة البريطانية ويخدم المصالح البريطانية)، والتحول إلى ميليشيا والتمركز في منطقة العمادية بشمال العراق. كما شرع مار شمعون بإعداد خطة يتمركز بموجبها المستقيلون في المنطقة الواقعة ما بين مدينتي دهوك والعمادية كي يتسنى لجماعتهم الانضمام إليهم. وقد اجتمع المعتمد البريطاني في العراق بالمجندين الذين قدموا استقالاتهم في حزيران في نفس السنة وأنذرهم بإن إقدامهم على هذه الحركة سيحرمهم من أي عطف في المستقبل ونصحهم بإعادة النظر في إنذارهم ووعدهم بالعفوا مقابل تخليهم عن هذا الأمر ولكن المجندين الآشوريين في قوات الليفي اجابوا المعتمد البريطاني بأنهم لايستطيعون مخالفة رئيسهم الروحي. فاضطرت السلطات البريطانية إلى جلب الفوج الأول من مصر ليحل محل المستقيلين من قوات الليفي. أربك وصول الفوج البريطاني الأفراد الذين استقالوا من الخدمة فعدلوا هؤلاء المتواجدين في كل من الموصل وديانا والسليمانية وكان يبلغ عددهم حوالي 1300 شخص. بينما أصر العاملون في قوات الليفي في بغداد على استقالاتهم وكان يبلغ عددهم 200 شخص وقد أعيد الفوج البريطاني الذي تم استقدامه جوا من مصر إلى مقره وذلك لانتفاء الحاجة إليه.
في ربيع عام 1933، عكف ياقو مالك، أحد ضباط اللواء الآشوري الذين قدموا استقالتهم، على قيادة حملة دعائية لصالح مار شمعون تحاول إقناع الآشوريين برفض دعوة الحكومة العراقية بتجنيسهم وإسكانهم في قرى متفرقة من دون التوافق مع زعيمهم الروحي. ورافق ياقو 200 رجل مسلح مما اعتبرته الحكومة المركزية تحديا لسلطتها. تسبب أنشطته في ظهور توترات مع الأكراد والحكومة العراقية فقامت الأخيرة بإرسال جيشها إلى منطقة دهوك بهدف تخويف ياقو وردع الآشوريين من الانضمام إلى قضيته.
اجتمع كل من المعتمد السامي همفري ووكيل رئيس الوزراء جعفر العسكري ووزير الداخلية ناجي شوكت، وبعد أن اطلعوا على مطالب مار شمعون فقرروا إصدار تعليمات إلى متصرفيتي لواء الموصل ولواء أربيل بإنذار ياقو مالك.
وإعادة تشكيل مخافر الشرطة في لواء الموصل بحيث لايبقى مخفر يؤلف من آشوريين فقط  وإرسال مفتش إلى الهنيدي لضبط البنادق التي هي في حوزة قوات الليفي الآشورية وأن تكون لديهم إجازة رسمية بحملها
دعي مار شمعون بعد ذلك إلى بغداد للتفاوض مع حكومة حكمت سليمان في حزيران 1933، ولقد احتجز هناك بعد أن رفض أن يتخلى عن مطالبه. ونفي في نهاية المطاف إلى قبرص.

## المجازر

### الأشتباك في ديربون
بعد عدة محاولات من الحكومة العراقية بإقناع آشوريي المناطق الممتدة من شيخان إلى زاخو بقبول الجنسية العراقية قرر «مالك ياقو» أحد زعماء الآشوريين اصطحاب عدد من الرجال إلى سوريا في 21 تموز أملا في إقناع الحكومة الفرنسية بإقامة حكم شبه ذاتي لهم في الأراضي الخاضعة تحت سيطرتها شرقي سوريا. غير أن الفرنسيين رفضوا السماح لهم بالبقاء في سوريا وقاموا بمصادرة أسلحتهم فقرر هؤلاء العودة مجددا إلى العراق بعد أن اكتشفوا أستحالة تقديم مطالبهم في سوريا فأبلغ الفرنسيون السلطات العراقية أن حوالي 800 آشوري سيعبر الحدود عائدا إلى العراق من معبر ديربون في 4 آب. ولا يعلم بالضبط كيف بدأت الاشتباكات حيث أن كلا الطرفين يتهم الطرف الآخر بالبدء في إطلاق النار. فحدثت اشتباكات عنيفة بين الجيش العراقي المدعوم بأسلحة مدفعية ثقيلة والنازحين الذين كانوا قد استعادوا بنادقهم من الفرنسيين فانسحب الجيش بعد أن تكبد عدة خسائر إلى بلدة ديربون الحدودية. ويبدو أن الآشوريين قد اقتنعوا أن الجيش العراقي هو من بادر بإطلاق النار فهاجموا إحدى ثكناته في ديربون، غير أن الهجوم لم يسفر سوى عن احتلال أحد المخافر الحدودية الذي تم استعادته بعد أن هاجمه الجيش العراقي بطائرات حربية، فعبر هؤلاء الآشورين إلى سوريا مجددا معللين سبب عدم استمرارهم في الهجوم بإن الجيش قد احتمى داخل البلدة ذات الأغلبية المسيحية. أدت الاشتباكات في ديربون إلى مقتل 33 جندي عراقي وعدد أقل بكثير من الآشوريين.
ويرى المراقب العسكري البريطاني في لواء الموصل آنذاك ستافورد أنه لم يكن بنية الآشوريين مهاجمة الجيش العراقي المتمركز بالمنطقة، بينما يرى المؤرخ العراقي خلدون الحصري أن الآشوريين قاموا باستفزاز الجنود مما أدى إلى وقوع تلك الاشتباكات.

### بداية المجازر

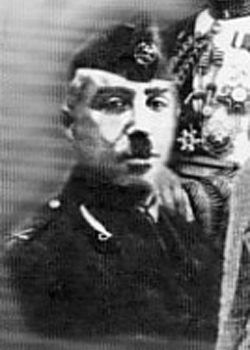
بكر صدقي قاد الجيش العراقي أثناء الحملة على الآشوريين في صيف 1933.

بالرغم من توقف إطلاق النار بشكل تام في 5 آب إلى أن الصحافة الوطنية قامت بتغطية هذه الأحداث بشكل مبالغ، وانتشرت أخبار عن قيام الآشوريين بثورة مسلحة بدعم من بريطانيا من أجل تفكيك العراق وإعادته تحت السيطرة البريطانية مرة أخرى. ويعتقد أن الحكومة العراقية قامت كذلك بدعم هذه الآراء من أجل تشتيت الانتباه عن العصيان الشيعي الجاري في منطقة الفرات الأوسط ولتوحيد موقف العراقيين إلى خطر موحد يهددهم.
بالرغم من عبور أغلبية المهاجمين إلى سوريا فقد حاول بعضهم العودة إلى عائلاتهم في العراق وتم القبض عليهم من قبل الجيش وإعدامهم بإطلاق النار عليهم. وبإيعاز من الفريق بكر صدقي قامت فرق من الجيش العراقي بتمشيط جبال بيخير شمالي الموصل وإعدام كل من يقبض عليه من الآشوريين ابتداءً من 7 آب، وبالرغم من محاولة وزير الدفاع آنذاك جلال بابان السيطرة على القوات العراقية المتواجدة في الشمال إلا أنها كانت قد أصبحت فعليا خارجة عن سلطة الحكومة. كما شهدت مدن زاخو ودهوك عمليات قتل استهدفت الآشوريين بمساعدة من السلطات المحلية، ففي دهوك تم نقل الآشوريين بشاحنات عسكرية إلى خارج المدينة حيث تمت تصفيتهم بإطلاق النار عليهم ومن ثم دهسهم بالشاحنات للتأكد من موتهم.

### عمليات السلب
حدثت عمليات سلب ونهب أثناء المجازر استهدفت قرى تخوما الآشورية في الوقت ذاته من قبل عشائر غلي وسندي وسليفاني الكردية بتحريض من قائمقام زاخو، فهربت النسوة والأطفال إلى مدينتي سميل ودهوك. كما تم نهب القرى الواقعة في أعالي الجبال من قبل أتباع الشيخ نوري البريفكاني، بالرغم وعود الأخير بعدم المساس بهم. وشارك كذلك بعض اليزيديون في أعمال النهب وخصوصا في قرى شيخان. كما تم نهب قرى أخرى في قوذا والعمادية.
وقامت الحكومة بتحريض عشائر جبور وشمر في الموصل فشارك هؤلاء كذلك في نهب القرى الآشورية. وقد حثهم في ذلك الجفاف الذي أدى لنفوق أعداد كبيرة من ماشيتهم في أوائل الثلاثينات، فقاموا بالإغارة على القرى الواقعة على سفوح الجبال شمال شرق سميل ونهبها.
وقد اختلفت مستويات النهب من سلب محتويات البيوت والماشية في بعض القرى إلى حرق قرى بأكملها في مناطق أخرى. وبشكل عام لم تتم أي عمليات قتل أثناء النهب بل عادة ما سمح للاطفال والنساء بالهرب إلى قرى أخرى بينما سلم الرجال للجيش حيث كان يتم إعدامهم. وقد نهب خلال شهر آب أكثر من ستون قرية، معظمها استوطنت من قبل الأكراد لاحقا بعد أن أفرغت من ساكنيها.

### مجزرة سميل

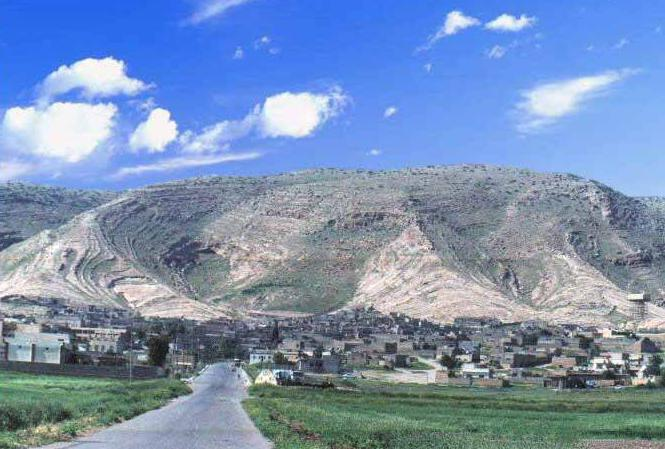
بلدة ألقوش التي التجأ فيها الآلاف من الآشوريين بعد فرارهم من قراهم.

حدثت أسوأ المجازر في بلدة سميل التي تبعد حوالي 12كم عن دهوك. ففي 8 آب دخلت قوة عسكرية بقيادة قائمقام زاخو إلى البلدة وطلبت من الأهالي تسليم أسلحتهم، كما أعلمتهم بأن يحتموا بمخفر الشرطة وأنهم سيكونون بأمان ما دام العلم العراقي يرفرف فوقه. وفي الأيام التالية شهدت البلدة وصول الآلاف من الآشوريين الذين نزحوا إليها بعد استهداف قراهم. كما قامت عشائر عربية وكردية بالاستيلاء على القمح والشعير بالبلدة وقطع المياه عنها. وفي ليلة 11 آب قام سكان البلدة من العرب بسلب بيوت جيرانهم من الآشورين بحماية الشرطة المحلية.
في 11 آب طلب من الذين قدموا للاحتماء بمخفر الشرطة العودة إلى قراهم التي سلبت، وعندما رفضوا أمرهم القائمقام بمغادرة المخفر. عندها دخل الضابط في الجيش العراقي إسماعيل عباوي برفقة جنود الفرقة المدرعة في البلدة. وامر بأن يتم فصل النساء والأطفال، قبل أن تبدأ المجزرة في البلدة. ويسرد العقيد البريطاني ستافورد الذي كان ملحقا عسكريا في الجيش العراقي في الموصل ما حدث بعدها:
بعد المجزرة في سميل وجه الفريق بكر صدقي تهديدا إلى بلدة ألقوش التي التجأ إليها الآف النازحين بأنها ستلقى مصير سميل ما لم يتم تسليم النازحين. غير أن تدخل بطريرك الكنيسة الكلدانية عمانوئيل الثالث توما في بغداد أدى إلى العدول عن هذا القرار وانسحاب الجيش من محيط البلدة.

## النتائج

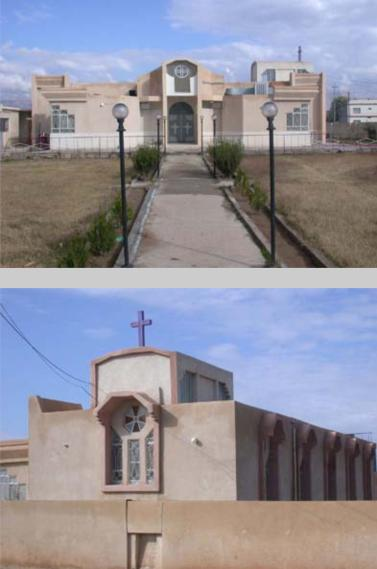
كنيسة الشهداء في سميل والتي سميت نسبة للذين قتلوا في صيف 1933.

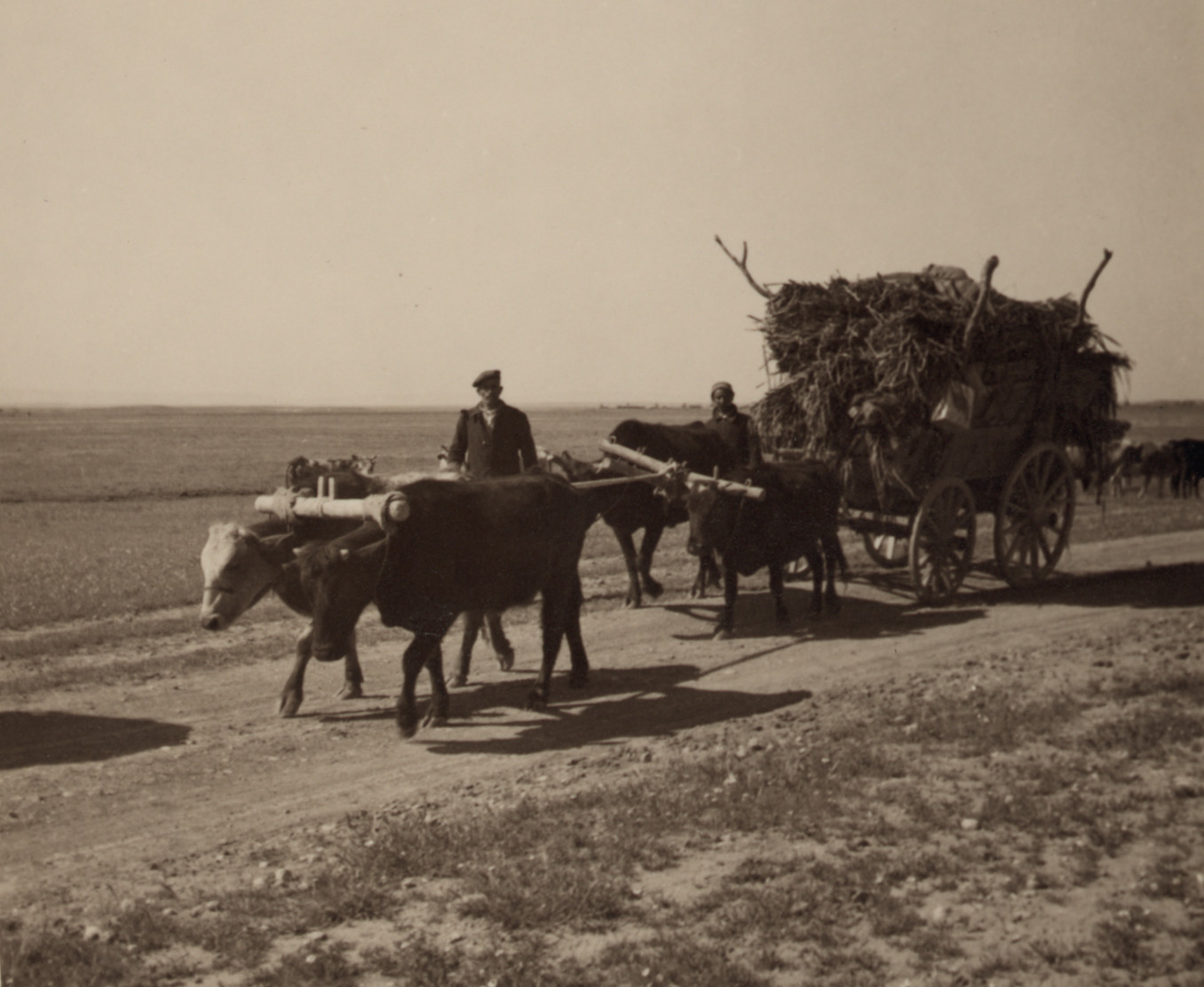
عربة تجرها الثيران تقل لاجئين آشوريين أثناء ترحالهم إلى قرية على الخابور.

بعد انتهاء حملة سميل عادت فرق الجيش التي شاركت في المجازر إلى الموصل حيث تم استقبالها استقبال الأبطال، فتم نصب أقواس نصر في الشوارع وزينت بأعلام وشعارات تهيب بالجيش كما تعالت هتافات تشيد بالعراق وأتاتورك (لأن الموصل لا زالت واقعة تحت تأثير تركيا آنذاك) وحضر ولي العهد غازي شخصيًا وقام بتقليد كبار الضباط وقادة العشائر المشاركة بعمليات النهب أنواط شجاعة.
كما تكرر الأمر في بغداد حيث تم استقبال الفرق العسكرية لدى عودتها بحفاوة وقام الجيش باستعراض عسكري في شوارع المدينة وتمت ترقية بكر صدقي الذي قاد لاحقا أول انقلاب عسكري في تاريخ العراق عام 1936.
بالرغم من مقتل الآلاف خلال المجازر إلى أن اثرها الأعمق كان نفسيًا. ويروي العقيد البريطاني رونالد ستافورد لدى زيارته لألقوش في 17 آب دهشته لرؤية الآشوريين مكسوري الروح وهم أهل الجبال المعروفين بالصلابة. كما اقتنع الآلاف منهم باستحالة العيش في العراق بعد تدمير قراهم فنزحوا إلى سوريا حيث لم تمانع السلطات الفرنسية توطينهم بها فاستوطن عدة عشرات آلاف ضفاف نهر الخابور في محافظة الحسكة ملتحقين بذلك باقرانهم من السريان الغربيين الذين استوطنوا هناك عقب مذابح سيفو، وأسسوا في تلك الأنحاء أكثر من 30 قرية أهمها تل تمر.
نفي مار شمعون الذي كان محتجزاً منذ حزيران 1933 قسرا إلى قبرص مع أسرته على الرغم من تردد البريطانيين في ذلك. حيث نقل جوا بطائرة تابعة للقوات الجوية الملكية البريطانية إلى قبرص في آب 18، وانتقل لاحقا إلى الولايات المتحدة في عام 1940. وأدى ذلك إلى نقل مركز بطريركية كنيسة المشرق الآشورية إلى شيكاغو حيث ما زالت حتى يومنا هذا. وفي عام 1948، اجتمع «شيمون مار» مع ممثلي العراق وسوريا وإيران في واشنطن وخرج بنداء يدعو اتباعه إلى «العيش كمواطنين مخلصين أينما أقاموا في الشرق الأوسط»، فتخلى بذلك عن دورة كزعيم قومي للاشوريين. وترك هذا فراغ في الساحة السياسية الآشورية شغرها التحالف العالمي الآشوري في عام 1968.
كان الملك فيصل، الذي عاد مؤخرا إلى العراق من إجازة طبية متوترا بشدة خلال الأزمة. كما تدهورت حالته الصحية أكثر خلال أيام الصيف الحارة في بغداد. ويروي القائم بالأعمال البريطاني في آخر لقاء معه في بغداد أنه وجد الملك فيصل جالسا القرفصاء في سريره بملابس بيجاما في 15 آب حيث نفى أن مجزرة ارتكبت في سميل. ولقد غادر فيصل العراق مرة أخرى في 2 أيلول منتقلا إلى مناخ أبرد في جنيف حيث توفي بعد 5 أيام.
من وجهة نظر القوميين، كان اللواء الآشوري إحدى الأدوات التي استعملها الاستعمار البريطاني لتدمير الدولة العراقية الجديدة وتقويض استقلاليتها. فسمح البريطانيون اللواء بالاحتفاظ بأسلحتهم ومنحوهم واجبات وامتيازات خاصة: منها حراسة المنشآت العسكرية الجوية والحصول على أجر أعلى من المجندين العرب. lm لم يتحصل أفراد هذا اللواء على الجنسية العراقية الكاملة حتى بعد حتى عام 1924. كما رأى القوميون أن البريطانيين أملوا بتدمير التماسك الداخلي في العراق من خلال تحريض الأقليات كالآشوريين والأكراد للمطالبة باستقلالية أكبر.
يرى كنعان مكية أن لهذه المجازر نتائج هامة في المملكة العراقية الناشئة، فلأول مرة اتحد العراقيون بمختلف دياناتهم وقبائلهم من عرب وأكراد ويزيديين من أجل مواجهة ما صور على أنه خطر يهدد كيان الدولة. وحاز الجيش العراقي على دعم غير مسبوق كمخلص وحامي لوحدة البلاد، فدعى أربعون من كبار قادة العشائر الكردية إلى حملة تجنيد إجباري في الجيش العراقي. وبالفعل سن هذا القرار من قبل حكومة رشيد عالي الكيلاني غير أنها سقطت قبل تنفيذه فلم يطبق إلا في عهد حكومة جميل المدفعي في كانون الثاني 1934.
كما حاول البريطانيون النأي بنفسهم عن الآشوريين بأن دعموا الموقف الرسمي العراقي حيث صرح المبعوث العسكري البريطاني في بغداد آنذاك أنه يفترض على الشعب والحكومة العراقية أن يكون ممتنا لما قام به بكر صدقي.

### المسؤولية عن المذابح
تختلف المصادر في العدد الكلي للقتلى من الآشوريين، حيث ذكر التقرير الرسمي البريطاني أن العدد الإجمالي للقتلى خلال آب 1933 بلغ حوالي 600، بينما وضعت المصادر الآشورية الرقم بأكثر من 3000.
كما اختلف المؤرخون في تحميل المسؤولية خلال عمليات القتل الجماعي.
بصورة عامة يلوم ستافورد القوميين العرب وأبرزهم رشيد عالي الكيلاني وبكر صدقي. فيرى أن ضباط «الجيش العراقي» عرفوا بعدائهم للآشوريين، وكان صدقي لا يخفي رغبته في «تأديبهم» إذا ما سنحت له الفرصة بذلك. كما أوصى مسؤولون عسكريون بريطانيون الملك فيصل بعدم إرسال بكر صدقي إلى الشمال خلال الأزمة مخافة قيامه بأعمال قتل.
يرى خلدون الحصري، الذي ينحدر من عائلة عربية قومية معروفة، أن اللوم يقع على الآشوريين لكونهم قد افتعلوا الأزمة، ويبرئ صدقي من القتل الجماعي في سميل. ويلمح بنفس الوقت بكون أوامر إبادة الذكور صدرت من الملك فيصل.
يعرض كنعان مكية، أحد المؤرخين العراقيين اليساريين، الإجراءات التي اتخذتها السلطات العسكرية كمظهر من مظاهر البارانويا القومية العربية التي بلغت ذروتها مع صعود حزب البعث إلى السلطة في الستينات. ويرى أن الاستخدام المفرط للعنف ضد الآشوريين يعود إلى إحساس الضباط العراقيين بالدونية وتخوفهم من تكرار سيناريو عصيان محمود البرزنجي سنة 1930 عندما فشل الجيش العراقي في قمع عصيان البرزنجي في أول اختبار عسكري له منذ تأسيسه.
فاضل البراك، أحد المؤرخين البعثيين، يشير إلى كون صدقي هو من أمر بالمذابح. غير أنه يمثل تلك الأحداث على أنها جزء من الأحداث المأساوية التي اتسم بها تاريخ العراق التي سبقت وصول ثورة حزب البعث للسلطة.

### الدور البريطاني
واجهت العلاقة العراقية-البريطانية فتورا خلال وبعد الأزمة.
فبالرغم من تشجيعهم للسلطات العراقية بوضع مار شمعون رهن الإقامة الجبرية في بغداد لنزع فتيل التوتر. أوصى البريطانيون بنفس الوقت بنقل بكر صدقي، الذي كانت متمركزا في الموصل، إلى منطقة نظرا لعدائه المعلن للآشوريين. كما تدخلوا لاحقا لإقناع الملك فيصل بعدم تنفيذ تهديده بقيادة قوة عشائرية لمعاقبة الآشوريين.
وكان الرأي العام العراقي الذي روجت له الصحف المحلية، البريطانيين يستعملون الأقليات لتفتيت الدولة، وأيد هذا الرأي بعض كبار المسؤولين بمن فيهم رئيس الوزراء نفسه. كما ساهمت الاحتجاجات البريطانية والأوروبية عقب انتشار أخبار المجزرة بسميل بتأكيد فرضية كون «التمرد الآشوري» صنيعة «للإمبريالية الأوروبية» بحسب نظرتهم.
ومع ذلك، فقد دعم البريطانيون على المدى البعيد الموقف الرسمي العراقي ورفضوا عمل تحقيق دولي في أعمال القتل، خوفا من أن هذا قد يؤدي إلى المزيد من المجازر ضد المسيحيين. كما لم يصروا على معاقبة الجناة الذين كانوا أصبحوا يعتبرون الآن كأبطال من العراقيين مخافة قيامهم بثورة ضد الملك. وكان الموقف البريطاني الرسمي أن الحكومة العراقية تعاملت مع الأزمة وعزت المذابح إلى وحدات عسكرية خارج نطاق سيطرة الحكومة المركزية. كما أثنى التقرير الرسمي عن معركة ديربون على بكر صدقي.
أدى التغيير في الموقف البريطاني تجاه الآشوريين إلى ظهور فكرة «الخيانة البريطانية» بين بعض الآشوريين. وكانت هذه الفرضية قد ظهرت بعد عام 1918 عندما لم يتلق الآشوريين الذين تركزوا في أورميا الإغاثة البريطانية الموعودة ما أدى إلى قتل العديد منهم على يد الأتراك والأكراد وترحيلهم إلى همدان.

شعار "شوّا بطَبَّخ" (ܫܒܥܐ ܒܛܒܟ السابع من آب) الذي يستعمل لتذكار ضحايا المجازر التي بدأت في هذا اليوم.

## تذكار المجازر
تركت مجزرة سميل جرحًا عميقًا في نفوس الآشوريين، فرحل معظم المتضررين إلى سوريا خلال الثلاثينات من القرن العشرين. وفي سنة 1970 أعلن الأتحاد العالمي الآشوري يوم 7 آب يوما للشهيد الآشوري يتم فيه تذكار الذين سقطوا سواء في حملة سميل أو في المذابح الآشورية خلال الحرب العالمية الأولى.
كما قام العديد من الموسيقيين بعمل أغاني تستذكر هذه المجازر. وألفت عدة أعمال فنية تستذكر المجازر لعل أهمها قصيدة «سبعون ألف آشوري» (Seventy Thousand Assyrians) للأديب الأرمني الأمريكي وليام سارويان.
قام المؤرخ البولوني رافايل لامكن لدى دراسته لهذه المجازر بصياغة مصطلح «الإبادة العرقية» (Geno-Cide)، ففي أواخر سنة 1933 قدم لامكن عرضا حول القانون الجنائي أمام عصبة الأمم في مدريد تحدث فيه عن تعريف الإبادة الجماعية كمصطلح قانوني.